# Elimaea willemsei
Elimaea willemsei är en insektsart som beskrevs av Heinrich Hugo Karny 1926. Elimaea willemsei ingår i släktet Elimaea och familjen vårtbitare. Inga underarter finns listade i Catalogue of Life.